# American Hockey League 1968-1969
La stagione 1968-1969 è stata la 33ª edizione della American Hockey League, la più importante lega minore nordamericana di hockey su ghiaccio. Il calendario della stagione regolare fu composto da 74 partite. La stagione vide al via otto formazioni e al termine dei playoff gli Hershey Bears conquistarono la loro quarta Calder Cup sconfiggendo i Quebec Aces 4-1.

## Stagione regolare

### Classifiche
East Division
|  | Pos. | Squadra            | Pt | G  | V  | S  | N  | GF  | GS  | DR  |
|  | ---- | ------------------ | -- | -- | -- | -- | -- | --- | --- | --- |
|  | 1.   | Hershey Bears      | 88 | 74 | 41 | 27 | 6  | 307 | 234 | +73 |
|  | 2.   | Baltimore Clippers | 73 | 74 | 33 | 34 | 7  | 266 | 257 | +9  |
|  | 3.   | Providence Reds    | 70 | 74 | 32 | 36 | 6  | 242 | 284 | -42 |
|  | 4.   | Springfield Kings  | 65 | 74 | 27 | 36 | 11 | 257 | 274 | -17 |

West Division
|  | Pos. | Squadra             | Pt | G  | V  | S  | N  | GF  | GS  | DR  |
|  | ---- | ------------------- | -- | -- | -- | -- | -- | --- | --- | --- |
|  | 1.   | Buffalo Bisons      | 97 | 74 | 41 | 18 | 15 | 282 | 192 | +90 |
|  | 2.   | Cleveland Barons    | 72 | 74 | 30 | 32 | 12 | 213 | 245 | -32 |
|  | 3.   | Quebec Aces         | 66 | 74 | 26 | 34 | 14 | 235 | 258 | -23 |
|  | 4.   | Rochester Americans | 61 | 74 | 25 | 38 | 11 | 237 | 295 | -58 |

Legenda:

      Ammesse ai Playoff
Note:

Due punti a vittoria, un punto a pareggio, zero a sconfitta.

### Statistiche
Classifica marcatori
| Giocatore           | Squadra             | PG | Gol | Assist | Punti |
| ------------------- | ------------------- | -- | --- | ------ | ----- |
| Jeannot Gilbert     | Hershey Bears       | 71 | 35  | 65     | 100   |
| Michel Harvey       | Hershey Bears       | 74 | 41  | 52     | 93    |
| Guy Trottier        | Buffalo Bisons      | 72 | 45  | 37     | 82    |
| Ron Ward            | Rochester Americans | 73 | 35  | 43     | 78    |
| Willie Marshall     | Baltimore Clippers  | 74 | 26  | 52     | 78    |
| Jean-Marie Cossette | Baltimore Clippers  | 64 | 27  | 48     | 76    |
| Chuck Hamilton      | Hershey Bears       | 74 | 28  | 46     | 74    |
| Don McKenney        | Providence Reds     | 74 | 26  | 48     | 74    |
| René Drolet         | Quebec Aces         | 61 | 30  | 42     | 72    |
| Norm Beaudin        | Buffalo Bisons      | 74 | 32  | 39     | 71    |
|                     |                     |    |     |        |       |

Classifica portieri
| Giocatore        | Squadra          | PG | MGS  |  |
| ---------------- | ---------------- | -- | ---- |  |
| Gilles Villemure | Buffalo Bisons   | 62 | 2.41 |  |
| John Henderson   | Hershey Bears    | 41 | 2.95 |  |
| André Gill       | Hershey Bears    | 27 | 3.19 |  |
| Dunc Wilson      | Quebec Aces      | 37 | 3.24 |  |
| Ernie Wakely     | Cleveland Barons | 65 | 3.27 |  |
|                  |                  |    |      |  |

## Playoff
|  | Primo turno | Primo turno        | Primo turno   |                |                 | Semifinali      | Semifinali    | Semifinali |  |  | Calder Cup | Calder Cup | Calder Cup |  |
|  |             |                    |               |                |                 |                 |               |            |  |  |            |            |            |  |
|  |             |                    |               |                |                 | E1              | Hershey Bears | 4          |  |  |            |            |            |  |
|  |             |                    |               |                |                 | E1              | Hershey Bears | 4          |  |  |            |            |            |  |
|  |             |                    | W1            | Buffalo Bisons | 2               |                 |               |            |  |  |            |            |            |  |
|  |             |                    |               | Buffalo Bisons | 2               |                 |               |            |  |  |            |            |            |  |
|  |             |                    |               |                |                 |                 |               |            |  |  |            |            |            |  |
|  |             |                    |               |                |                 |                 |               |            |  |  |            |            |            |  |
|  |             | Hershey Bears      | Hershey Bears | 4              |                 |                 |               |            |  |  |            |            |            |  |
|  |             |                    |               |                |                 |                 |               |            |  |  |            |            |            |  |
|  |             |                    | Quebec Aces   | Quebec Aces    | 1               |                 |               |            |  |  |            |            |            |  |
|  | E2          | Baltimore Clippers | Quebec Aces   | Quebec Aces    | 1               | 1               |               |            |  |  |            |            |            |  |
|  | E2          | Baltimore Clippers |               |                |                 |                 |               |            |  |  |            |            |            |  |
|  | E3          | Providence Reds    | 3             |                |                 |                 |               |            |  |  |            |            |            |  |
|  | E3          | Providence Reds    | 3             |                | Providence Reds | Providence Reds | 2             |            |  |  |            |            |            |  |
|  |             |                    |               |                | Providence Reds | Providence Reds | 2             |            |  |  |            |            |            |  |
|  |             |                    | Quebec Aces   | Quebec Aces    | 3               |                 |               |            |  |  |            |            |            |  |
|  | W2          | Cleveland Barons   | Quebec Aces   | Quebec Aces    | 3               | 2               |               |            |  |  |            |            |            |  |
|  | W2          | Cleveland Barons   |               |                |                 |                 |               |            |  |  |            |            |            |  |
|  | W3          | Quebec Aces        | 3             |                |                 |                 |               |            |  |  |            |            |            |  |

## Premi AHL
- Calder Cup: Hershey Bears
- F. G. "Teddy" Oke Trophy: Hershey Bears
- John D. Chick Trophy: Buffalo Bisons
- Dudley "Red" Garrett Memorial Award: Ron Ward (Rochester Americans)
- Eddie Shore Award: Bob Blackburn (Buffalo Bisons)
- Harry "Hap" Holmes Memorial Award: Gilles Villemure (Buffalo Bisons)
- John B. Sollenberger Trophy: Jeannot Gilbert (Hershey Bears)
- Les Cunningham Award: Gilles Villemure (Buffalo Bisons)
- Louis A. R. Pieri Memorial Award: Frank Mathers (Hershey Bears)

### Vincitori
| Hershey Bears | Portiere: John Henderson Difensori: Barry Ashbee, Bob Barber, Ralph Keller, Mike Mahoney, Larry McNabb Attaccanti: Garnet Bailey, Bud DeBrody, Roger DeJordy, Pete Ford, Jeannot Gilbert, Stan Gilbertson, Chuck Hamilton, Michel Harvey, Bob Leiter, Don Marcotte, Mike Nykoluk, Ted Snell Allenatore: Frank Mathers |

### AHL All-Star Team
First All-Star Team
- Attaccanti: Michel Harvey • Jeannot Gilbert • Guy Trottier
- Difensori: Bob Blackburn • Ralph Keller
- Portiere: Gilles Villemure

Second All-Star Team
- Attaccanti: Jean-Marie Cossette • Dennis Hextall • Wayne Hicks
- Difensori: Ron Ingram • Jim Morrison
- Portiere: Ernie Wakely